# 克丽斯廷·阿姆斯特朗

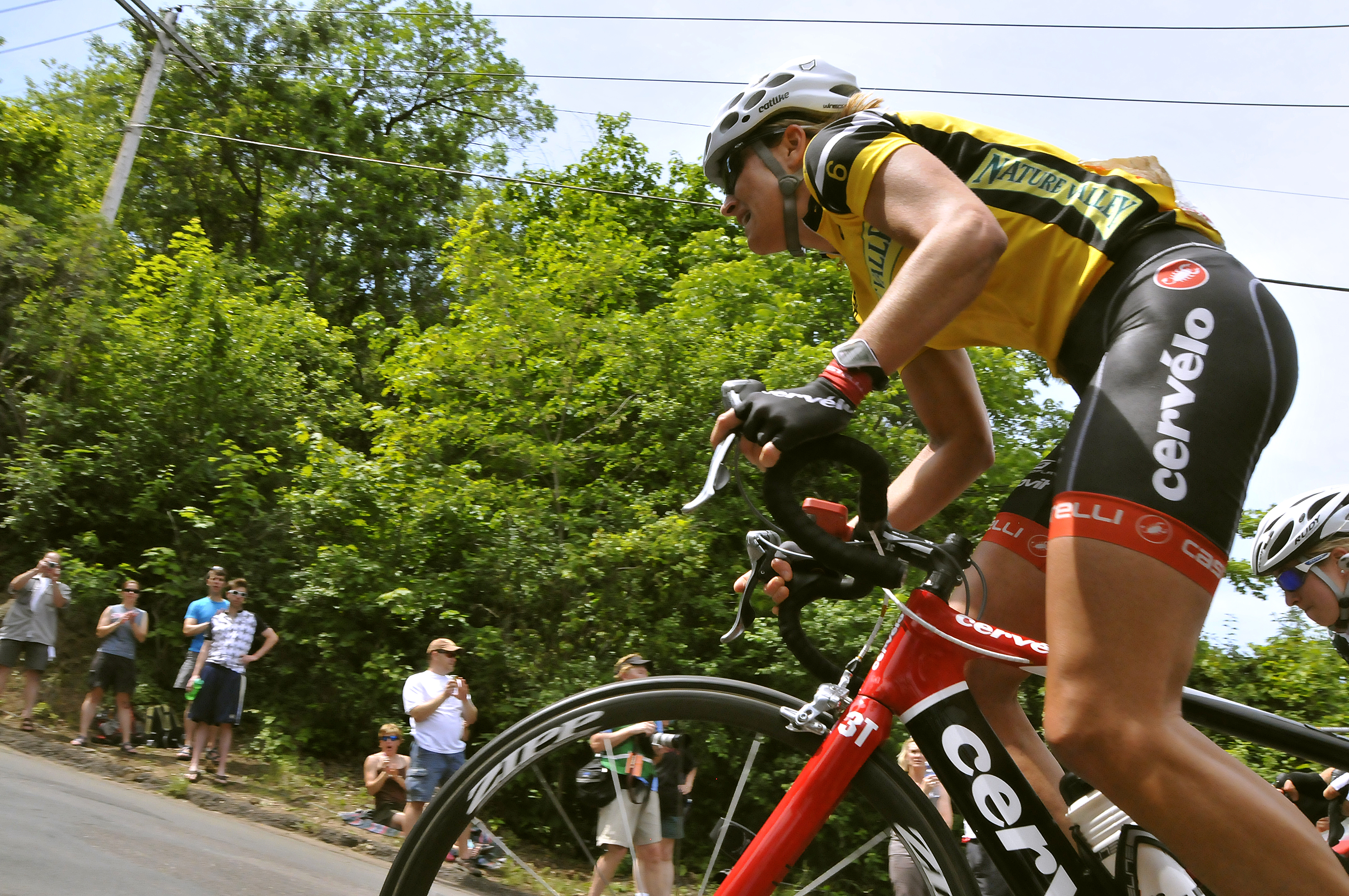
克里斯廷·阿姆斯特朗

克里斯廷·阿姆斯特朗（Kristin Armstrong，1973年8月11日—），专业公路自行车赛车手，三届奥运会金牌得主，2008年，2012年和2016年的女子个人计时赛冠军。2009年暂时退役建立家庭之前，她代表Garmin-Cervélo车队参加全国赛车巡回赛和国际自盟女子世界杯的女子专业精英赛事。2011赛季重返赛场，代表Peanut Butter & Co.公司赞助的TWENTY12车队。因為她的名字跟蘭斯·阿姆斯特朗前妻的名字一樣，所以常被誤會，其實兩人沒有血緣或婚姻關係。

## 背景
开始职业自行车生涯之前，阿姆斯特朗曾在初中做过奥林匹克游泳运动员，在大学做过长跑运动员，然后成为一个三项全能运动员。她花了很多时间在基督教青年会博伊西家庭的泳池完善游泳技巧，她还担任水上运动主管，管理超过50个救生员，游泳教练，和其他人员。在2001年27岁时她被诊断出两个臀部骨关节发炎，医生告诉她不可以再参加英级别的比赛，她的铁人三项生涯至此结束，转向自行车运动。